# Scald Law
Der Scald Law ist mit einer Höhe von 579 m die höchste Erhebung der Pentland Hills. Er liegt im Westen der schottischen Council Area Midlothian an der Ostflanke der rund 25 km langen Hügelkette. Die Kleinstadt Penicuik befindet sich rund fünf Kilometer östlich. Die Nachbarhügel sind der Carnethy Hill im Nordosten, der South Black Hill im Süden sowie der East Kip im Südwesten.

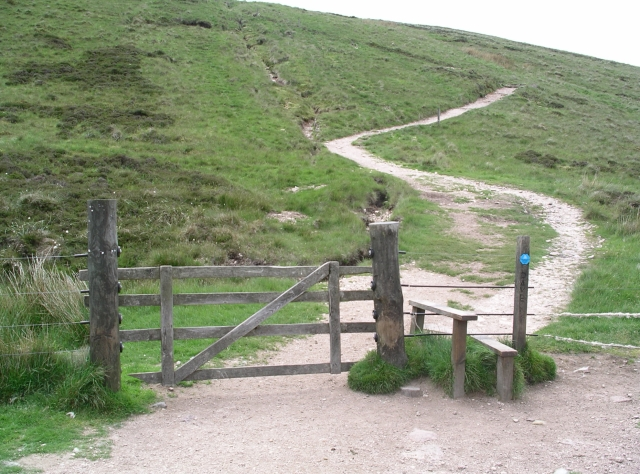
Pfad zum Aufstieg auf den Scald Law
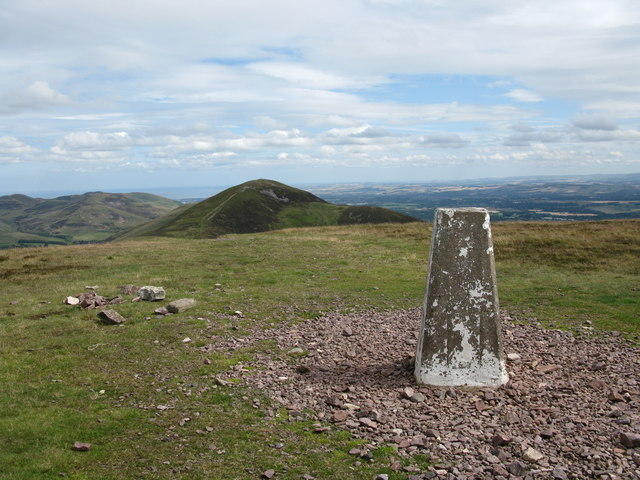
Triangulationspunkt auf der Kuppe

## Umgebung
Entlang der Nordwestflanke verläuft der Logan Burn. Zwischen Scald Law und Carnethy Hill ist dieser zum Loganlea Reservoir aufgestaut. Der 1851 aufgestaute Stausee diente, ebenso wie das flussabwärts gelegene Glencorse Reservoir, der Trinkwasserversorgung von Edinburgh. Entlang der Südwestflanke verläuft die Fernstraße A702 (Edinburgh–St John’s Town of Dalry).
An den Hängen des Scald Law finden sich Spuren früherer Besiedlung. So finden sich an verschiedenen Orten Gebäudereste, bei denen es sich um Bauernhöfe beziehungsweise Wohnhäuser von Schäfern handeln dürfte. Des Weiteren befand sich entlang des Pfades zwischen East Kip und Scald Law, an den Hängen des South Black Hill, wahrscheinlich einst ein Wegkreuz. Das 90 m × 85 m messende Fundament wurde im 19. Jahrhundert durch einen lokalen Bauern entfernt.